# Escola Superior Agrária de Viseu
A Escola Superior Agrária de Viseu (ESAV) é uma instituição de ensino superior localizada na cidade de Viseu, em Portugal. Criada oficialmente em 19 de Dezembro de 1994 (Decreto-Lei n.º 304/94), é uma das unidades orgânicas do Instituto Politécnico de Viseu, integrando-se na rede de ensino superior público português, ao nível do ensino politécnico. Assim deu-se continuidade à tradição, pois a Cidade de Viseu teve o privilégio de ser pioneira no Ensino Agrícola em Portugal através da criação da Escola Prática de Agricultura de Viseu, por Decreto de 16 de Dezembro de 1852. 

## Oferta formativa
A Escola Superior Agrária de Viseu dispõe de 8 cursos de licenciatura, 2 pós-graduações, 4 mestrados e 7 Cursos Técnicos Superiores Profissionais (CTeSP):
- Licenciaturas
  - Ciência e Tecnologia Animal
  - Enfermagem Veterinária
  - Engenharia Agronómica - Ramo Fitotecnia
  - Engenharia Agronómica - Ramo Viticultura e Enologia
  - Qualidade Alimentar e Nutrição 
  - Engenharia Alimentar
  - Engenharia de Biossistemas
  - Engenharia Zootécnica
- Mestrados
  - Enfermagem Veterinária em Animais de Companhia
  - Qualidade e Tecnologia Alimentar 
  - Tecnologias da Produção Animal 
  - Meios Complementares de Diagnóstico em Enfermagem Veterinária
- Pós-graduações
  - Nutrição e Segurança Alimentar
  - Agropecuária Sustentável
- CTeSP
  - Agricultura Biológica
  - Produção Animal
  - Proteção Civil
  - Sistemas de Informação Geográfica aplicados à Agricultura
  - Tecnologia Alimentar
  - Viticultura e Enologia

Nesta instituição é proibida a prática da praxe académica.